# Попков, Лаврентий Давыдович
Лаврентий Давыдович Попков (18 августа 1912, д. Рудня-Гулева, Речковская волость, Гомельский уезд, Могилёвская губерния, Российская империя — 8.12.1992, Екатеринбург, Россия) — дорожный мастер Сольвычегодской дистанции пути Северной железной дороги, Архангельская область. Герой Социалистического Труда.

## Биография
Родился 18 августа 1912 года в деревне Рудня-Гулева Речковской волости Гомельского уезда Могилевской губернии (ныне — Ветковский район Гомельской области) в крестьянской семье. Белорус. Трудовую деятельностью начал в крестьянском хозяйстве родителей. Вскоре вся многодетная семья, в которой он был старшим ребёнком, перебралась в Свердловскую область.
С 1928 года работал на железной дороге. Начинал в качестве рабочего пути, а уже в 1936 году назначен бригадиром пути. В годы Великой Отечественной войны занимался восстановлением разрушенных железнодорожных путей.
В 1942 году, после сдачи в эксплуатацию Северо-Печерской железной дороги, Л. Д. Попков, как специалист-путеец, был направлен в Котлас в Сольвычегодскую дистанцию пути. В должности дорожного мастера работал с 1943 года.
Указом Президиума Верховного совета СССР от 4 августа 1966 года за большой вклад в развитие путевого хозяйства и передачу передового опыта по содержанию пути Попкову Лаврентию Давыдовичу присвоено звание Героя Социалистического Труда с вручением ордена Ленина и золотой медали «Серп и Молот».
С 1969 года Л. Д. Попков — на пенсии.
Жил в городе Свердловск. Скончался 8 декабря 1992 года. Похоронен на Западном кладбище Екатеринбурга.
Награждён орденом Ленина, орденом Трудового Красного Знамени, дважды удостаивался звания «Почетный железнодорожник», знаком «Отличный путеец», медалями, в том числе «За трудовую доблесть».
В Котласе, на здании Сольвычегодской дистанции пути установлена памятная доска.